# Carl I. Hagen
Carl I. Hagen (ur. 6 maja 1944 w Oslo) – norweski polityk, wieloletni deputowany i przewodniczący Partii Postępu.

## Życiorys
W 1963 ukończył szkołę średnią, kształcił się następnie w Londynie, uzyskując dyplom Higher National Diploma in Business Studies. Pracował jako dyrektor zarządzający w norweskim oddziale firmy Tate & Lyle (1970–1974), a także jako doradca finansowy i polityczny (1977–1981). W pierwszej połowie lat 90. zaangażował się w działalność partii sygnowanej nazwiskiem jej lidera – pisarza i polityka Andersa Langego. Pełnił funkcję sekretarza tego ugrupowania, które po jego śmierci przekształciło się w Partię Postępu. Od 1978 do 2006 Carl I. Hagen nieprzerwanie stał na czele tego ugrupowania. Od 1973 do 1977 był zastępcą poselskim. W 1981 po raz pierwszy został wybrany do Stortingu, deputowanym pozostawał nieprzerwanie przez siedem kadencji do 2009. Od 2005 pełnił funkcję wiceprzewodniczącego norweskiego parlamentu. W 2011 planował powrót do aktywności politycznej, zarejestrował swoją kandydaturę na burmistrza Oslo, jednak zrezygnował na kilka dni przez datą głosowania. W 2021 został ponownie wybrany do Stortingu.